# Я тот, кто я есть (мультфильм)
Я тот, кто я есть (кит. 雄狮少年) — китайский комедийно-драматический анимационный фильм 2021 года режиссёра Сунь Хайпэна.

## Сюжет
Молодой, не уверенный в себе китаец должен преодолеть сомнения, чтобы принять участие в чемпионате по танцу льва в Гуанчжоу.

## Производство
Трейлер фильма вызвал споры на Weibo за оскорбительный характер преувеличенных раскосых глаз китайских персонажей. Продюсер Чжан Мяо защищал дизайн персонажей как эстетическую «уверенность».

## Отзывы
Несмотря на скромные кассовые сборы, фильм получил высокую оценку.
В интервью Президент Ассоциации кинокритиков Китая Жао Шугуан заявил, что успех «приземлённого» фильма даёт основания для предположения о смене направлении развития анимационного кинопроизводства в стране.